# Remember Monday
Remember Monday es un grupo femenino de country pop formado en el Reino Unido, concretamente en Surrey. Sus componentes son Lauren Byrne, Holly-Anne Hull y Charlotte Steele.

## Carrera
El trío se conoció mientras sus componentes estudiaban juntas y pronto se unieron por su pasión compartida: por la música. Su nombre viene porque sus clases de música siempre eran los lunes. Pronto, las chicas empezaron a cantar juntas y a compartir vídeos en TikTok. Remember Monday también apareció en The Voice UK en 2019, donde tuvieron como coach a Jennifer Hudson.
En 2023, las tres cantantes dejaron sus respectivos trabajos para centrarse en el grupo a tiempo completo. Desde entonces, han lanzado varios sencillos, además de dos EP: Hysterical Women en 2023, seguido de Crazy Anyway en 2024 y "What The Hell Just Happened?"en 2025, que sería la candidatura del Reino Unido en el Festival de la Canción de Eurovisión de ese año.
Remember Monday terminó en la 19.ª posición, con un total de 88 puntos del jurado y 0 del televoto, siendo el segundo año consecutivo en el que Reino Unido no recibe ningún punto del televoto.

## Discografía

### EP
| Título           | Detalles                                                                                            |
| ---------------- | --------------------------------------------------------------------------------------------------- |
| Hysterical Women | - Lanzamiento: 5 de febrero de 2023 - Sello: Independiente - Formatos: Descarga digital, streaming  |
| Crazy Anyway     | - Lanzamiento: 25 de octubre de 2024 - Sello: Independiente - Formatos: Descarga digital, streaming |

### Sencillos
| Título                                 | Año                                           | EP |
| -------------------------------------- | --------------------------------------------- | --- |
| "Find My Way"                          | 2019                                          | |
| "Version of You"                       | 2020                                          | |
| "Fat Bottomed Girls"                   | 2021                                          | |
| "What I Know Now"                      | 2021                                          | |
| "Nothing Nice to Say"                  | 2022                                          | Hysterical Women |
| "Let Down"                             | 2023                                          | Hysterical Women |
| "Laugh About It"                       | 2024                                          | |
| "Hand in My Pocket"                    | 2024                                          | |
| "Show Face"                            | 2024                                          | |
| "Brown Eyed Girl"                      | 2024                                          | |
| "What the Girls Bathroom is For"       | 2024                                          | |
| "Famous"                               | 2024                                          | Crazy Anyway |
| "What the Hell Just Happened?"         | 2025                                          | Participó en eurovision - We Cried, We Laughed, We Left (2024) 1. 2. 3. 4. \| Predecesor: Olly Alexander con «Dizzy» \| Reino Unido en el Festival de Eurovisión 2025 \| Sucesor: - \| |
| Predecesor: Olly Alexander con «Dizzy» | Reino Unido en el Festival de Eurovisión 2025 | Sucesor: - |